# مارتن بي-57 كانبيرا
مارتن بي-57 كانبيرا (Martin B-57 Canberra) طائرة استطلاع وقاذفة تكتيكية ثنائية المحرك أمريكية الصنع، دخلت الخدمة مع القوات الجوية الأمريكية في عام 1953. و B-57 هي نسخة مبنية على ترخيص من الطائرة البريطانية إنجلش إلكتريك كانبيرا ، المصنعة من قبل شركة قلين إل مارتن. كانت نماذج مارتن الأولية متطابقة تقريبًا مع نظيراتها البريطانية الصنع؛ وقامت مارتن في وقت لاحق بتعديل التصميم ليشمل كميات أكبر من المكونات المصنعة في الولايات المتحدة وأنتجت الطائرة في عدة أشكال مختلفة.
تتميز طائرة بي-57 كانبيرا بأنها أول قاذفة نفاثة في الخدمة الأمريكية لإسقاط القنابل أثناء القتال. كانت تستخدم كانبيرا على نطاق واسع خلال حرب فيتنام في قدرة القصف؛ كما تم إنتاج نسخ مخصصة من هذا النوع وكانت بمثابة منصات استطلاع جوية على ارتفاعات عالية (مارتن بي-57D كانبيرا) وكطائرة حرب إلكترونية. تم تصدير وبيع بي-57 كانبيرا أيضًا لعملاء في الخارج؛ وقد شهد سلاح الجو الباكستاني المزيد من الاستخدام القتالي خلال الحرب الباكستانية الهندية 1965 والحرب الباكستانية الهندية 1971.
في عام 1983، اخرج سلاح الجو الأمريكي هذه الطائرة من الخدمة؛ تقاعد كانبيرا B-57 يمثل نهاية عصر القاذفات التكتيكية. تم الاحتفاظ تقنيا على ثلاثة طائرات متبقية من طراز (WB-57Fs) صالحة للطيران من الناحية الفنية في مركز لندون بي جونسون للفضاء مركز جونسون للفضاء التابع لناسا، بجوار إلينغتون فيلد في هيوستن، كطائرة بحث علمي على الارتفاعات العالية، ولكنها تُستخدم أيضًا للاختبار والاتصالات في الولايات المتحدة وأفغانستان.

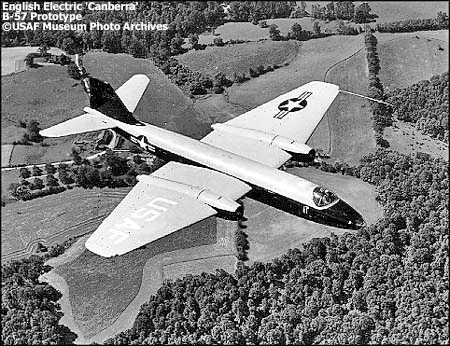
The British-built Canberra B.2 that was used as a pattern and prototype for the B-57

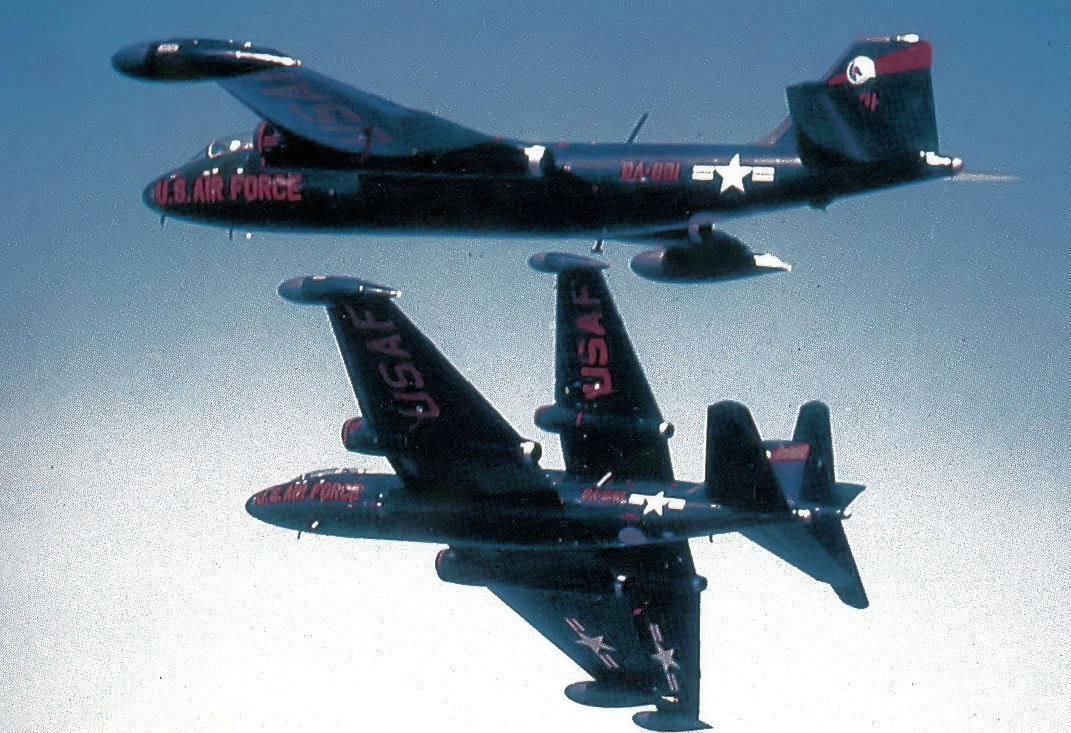
B-57B Canberras of the 345th Bombardment Wing in flight, 1957

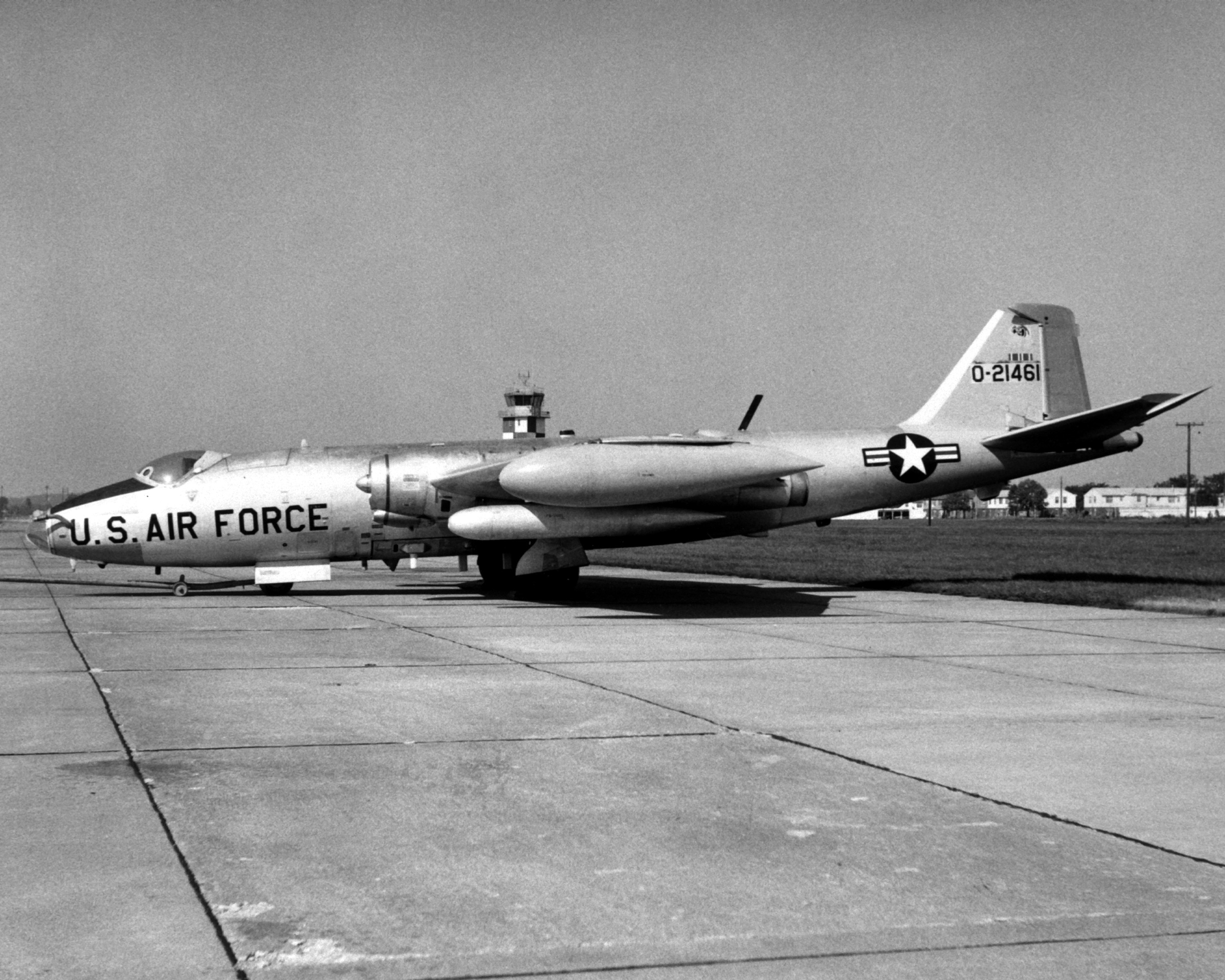
EB-57A parked at Scott AFB, 1969.

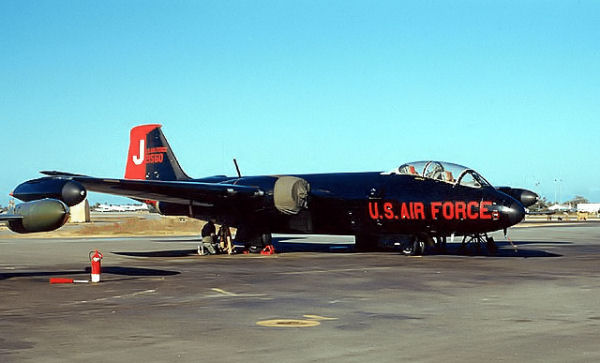
B-57B, 71st Bombardment Squadron، Laon-Couvron Air Base, circa 1957

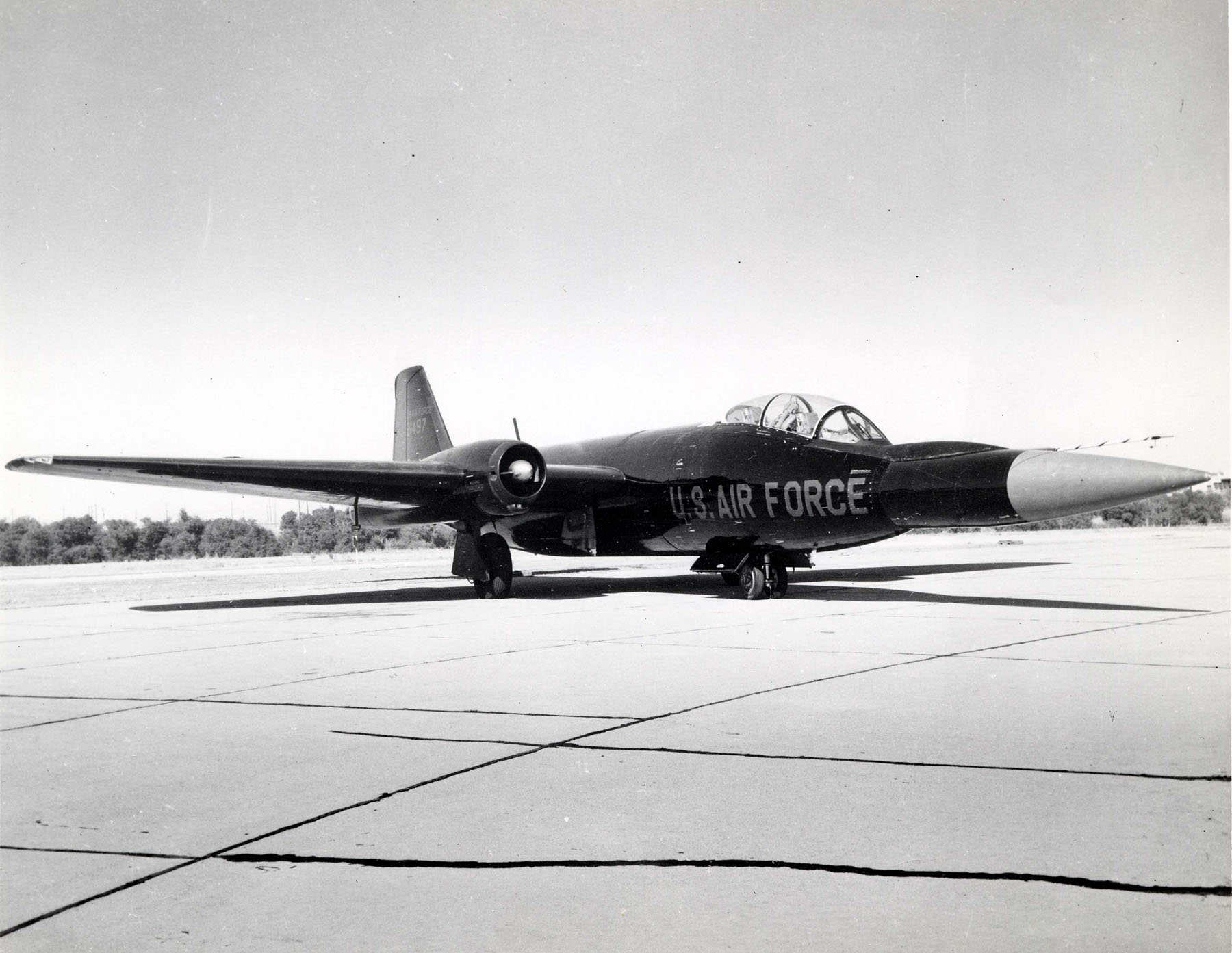
B-57E with nose graft from a Bomarc, for testing of the missile

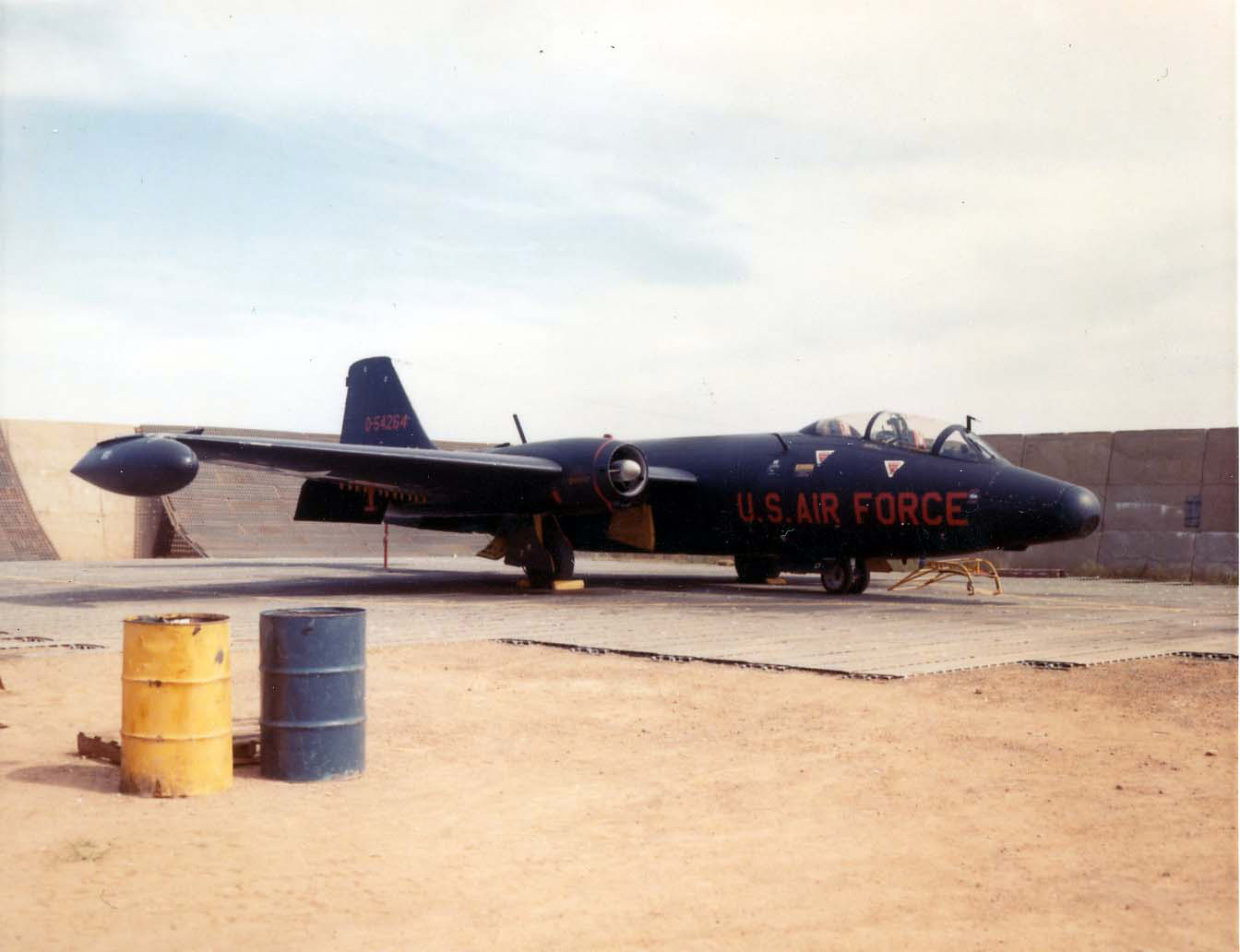
Patricia Lynn RB-57E at Da Nang, January 1964

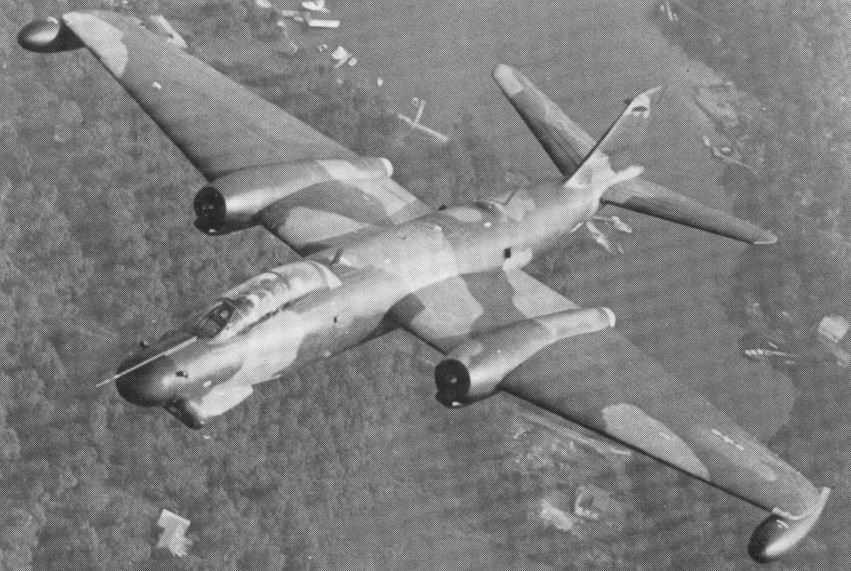
Tropic Moon III B-57G with رؤية أمامية بالأشعة تحت الحمراء/LLLTVradar mounted in the nose of the aircraft.

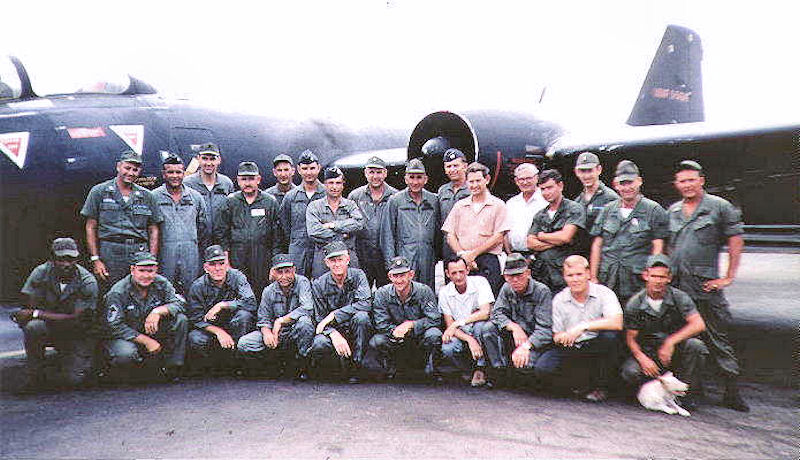
Det 1 460th Tactical Reconnaissance Wing Tan Son Nhut Air Base South Vietnam with RB-57E 55-4264, early 1968

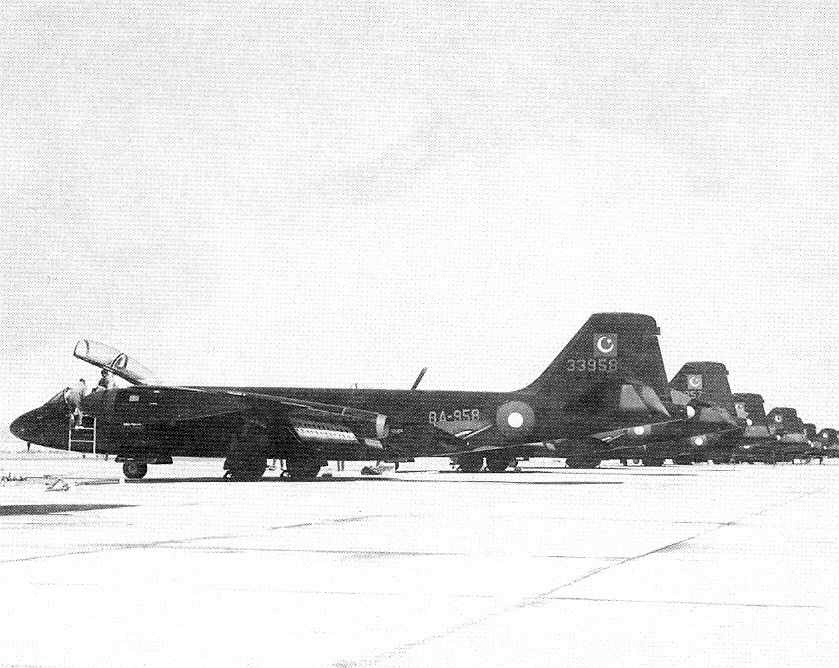
Pakistan Air Force B-57s

## مشغلين

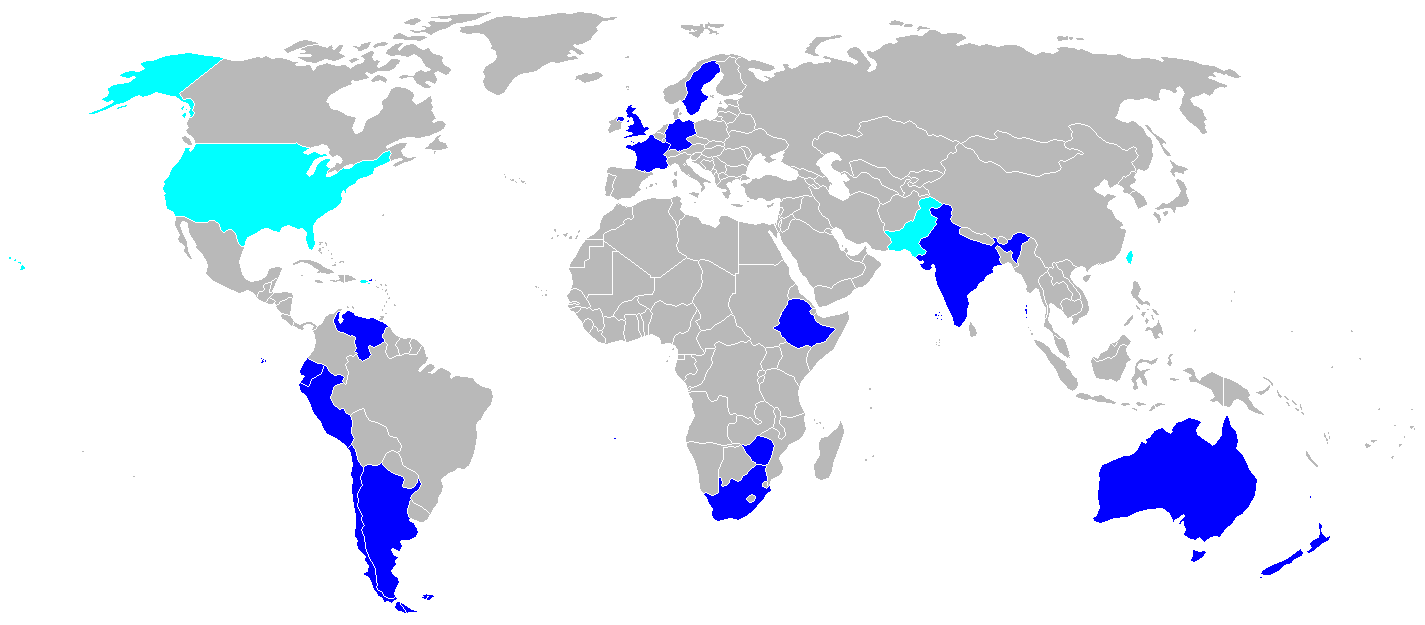
مشغلو إنجلش إلكتريك كانبيرا (أزرق غامق) و B-57 (أزرق فاتح)

باكستان
- القوات الجوية الباكستانية
  - No. 31 Bomber Wing[7]
    - No. 7 Squadron Bandits
    - No. 8 Squadron Haiders

 جمهورية الصين
- القوات الجوية التايوانية

 الولايات المتحدة
- القوات الجوية الأمريكية

List of B-57 units of the United States Air Force
- ناسا
- NCAR/High Altitude Mapping Missions, Inc,[8]
- الإدارة الوطنية للمحيطات والغلاف الجوي of the وزارة التجارة (الولايات المتحدة)[9]

## مواصفات (B-57B)

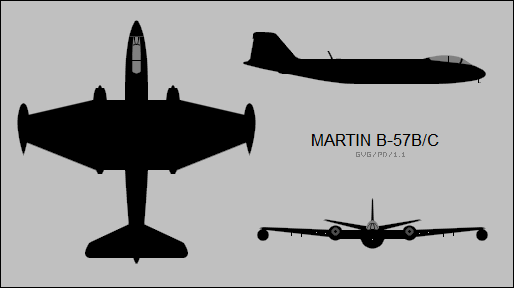
B/C model, 3-view

البيانات من Quest for Performance, Jet Bombers
الخصائص العامة
- الطاقم: 2 (الطيار ، الملاح )
- الطول: 65 قدم، 6 بوصة (20.0 متر)
- باع الجناح: 64 قدم 0 بوصة (19.5 متر)
- الارتفاع: 14 قدم 10 بوصة (4.52 متر)
- مساحة الجناح : 960 قدم² (89 متر²)
- الوزن فارغة: 27,090 رطل (12,285 كغم)
- الوزن محملة: 40,345 رطل (18,300 كغم)
- وزن الإقلاع الأقصى: 53,720 رطل (24,365 كغم)
- محرك الطائرة: 2 × Wright J65-W-5  [لغات أخرى]‏ محرك نفاث عنفيs, 7,220 lbf (32.1 kN) الواحد
- *Zero-lift drag coefficient: 0.0119
- Drag area:  [لغات أخرى]‏ 11.45 قدم² (1.06 متر²)
- نسبة باعية (جناح): 4.27

الأداء
- السرعة القصوى: عدد ماخ 0.79 (598 ميل في الساعة، 960 كم / ساعة) at 2,500 قدم (760 متر)
- سرعة العبور: 476 ميل في الساعة (414 عقدة، 765 كم / ساعة)
- سرعة انهيار: 124 ميل في الساعة (108 عقدة، 200 كم / ساعة)
- المدى القتالي: 950 ميل (825 nm, 1,530 كم) مع 5,250 رطل (2,380 كغم) من القنابل
- المدى: 2,720 ميل (2,360 nm, 4,380 كم)
- سقف الخدمة: 45,100 قدم (13,745 متر)
- معدل الصعود: 6,180 قدم/دقيقة (31.4 م / ث)
- حمولة الجناح: 42 lb/قدم² (205 كغم/م²)
- دفع/وزن: 0.36
- نسبة الرفع إلى السحب: 15.0

الكترونيات الطيران

- نظام قصف موجه برادار جوي (APW-11)
- نظام قصف شوران
- استقبال تحذير بالردار (APS-54 )

### قائمة المراجع
- Anderton, David A. BofAeE, AFAIA. "Martin B-57 Night Intruders & General Dynamics RB-57F". Aircraft in Profile, Volume 14. Windsor, Berkshire, UK: Profile Publications Ltd., 1974, pp. 1–25. (ردمك 0-85383-023-1).
- Bell, T E. B-57 Canberra Units of the Vietnam War (Osprey Combat Aircraft #85). Oxford, UK: Osprey, 2011. (ردمك 978-1-84603-971-3).
- Drendel, Lou. Air War over Southeast Asia, Vol 1, 1962–1966. Carrolton, Texas: Squadron/Signal Publications, Inc, 1982. (ردمك 0-89747-134-2).
- Gunston, Bill and Peter Gilchrist. Jet Bombers: From the Messerschmitt Me 262 to the Stealth B-2. Osprey, 1993. (ردمك 1-85532-258-7).
- Hobson, Chris. Vietnam Air Losses, USAF/Navy/Marine, Fixed Wing Aircraft Losses in Southeast 1961-1973. North Branch, Minnesota: Specialty Press, 2001. (ردمك 1-85780-115-6).
- Jagan Mohan, P.V.S. and Samir Chopra. The India-Pakistan Air War of 1965. Delhi: Manohar, 2005. (ردمك 978-8-17304-641-4)
- Jones, Barry. "A Nice Little Earner". Aeroplane, Volume 34, Number 10, October 2006.
- Knaack, Marcelle Size. Encyclopedia of U.S. Air Force Aircraft and Missile Systems: Volume II: Post-World War II Bombers, 1945–1973. Washington, D.C.: Office of Air Force History, 1988. (ردمك 0-16-002260-6).
- Mesko, Jim. VNAF, South Vietnamese Air Force 1945–1975. Carrollton, Texas: Squadron/Signal Publications, Inc, 1987. (ردمك 0-89747-193-8).
- Mikesh, Robert. "Buy British, Fly American." Wings, October 1977.
- Mikesh, Robert C. "Martin B-57 Canberra. The Complete Record". Atglen, Pennsylvania: Schiffer Publishing Ltd., 1995. (ردمك 0-88740-661-0).
- Pfau, Richard A. and William H. Greenhalgh, Jr. FM B-57G – Tropic Moon III 1967–1972. Washington, D.C.: Office of Air Force History, Headquarters United States Air Force, 1978.
- Smith, Mark E. USAF Reconnaissance in South East Asia (1961–66). San Francisco, California: Headquarters, Pacific Air Force, Department of the Air Force, 1966.

## روابط خارجية
- NASA / JSC High Altitude Research Program
- "Big Day at Baltimore" a 1951 Flight news report